# Ljömsebo
Ljömsebo är ett av SCB avgränsat fritidshusområde i Kila distrikt i Sala kommun, Västmanlands län. Området omfattar 80 fritidshus och är beläget vid Ljömsebosjön, cirka 15 kilometer nordväst om tätorten Sala.